# اسکات موریسون
اسکات جان موریسون (به انگلیسی: Scott John Morrison) (زادهٔ ۱۳ مهٔ ۱۹۶۸ در سیدنی) یک سیاستمدار استرالیایی است که از سال ۲۰۱۸ تا ۲۰۲۲ به عنوان سی‌امین نخست‌وزیر استرالیا خدمت کرد. او در سال ۲۰۱۸ پس از انتخابش به عنوان رهبر حزب لیبرال این سمت را برعهده گرفت.
وی از سال ۲۰۰۷ عضو مجلس نمایندگان استرالیا می‌باشد.

## زندگی
اسکات موریسون در سیدنی زاده شد و در دانشگاه نیو ساوت ولز، جغرافیای اقتصادی خواند. او پیش از ورود به سیاست، از ۱۹۹۸ تا ۲۰۰۰ به عنوان مدیر دفتر گردشگری و ورزش نیوزیلند و از سال ۲۰۰۴ تا ۲۰۰۶ مدیر عامل گردشگری استرالیا کار می‌کرد. اسکات موریسون همچنین مدیر امور خارجه حزب لیبرال نیو ساوت ولز از سال ۲۰۰۰ تا ۲۰۰۴ بود. موریسون در انتخابات فدرال سال ۲۰۰۷ برای نخستین‌بار به مجلس نمایندگان انتخاب شد. او پس از انتخابات سال ۲۰۱۰ به حزب مخالف منصوب شد.

## کار سیاسی

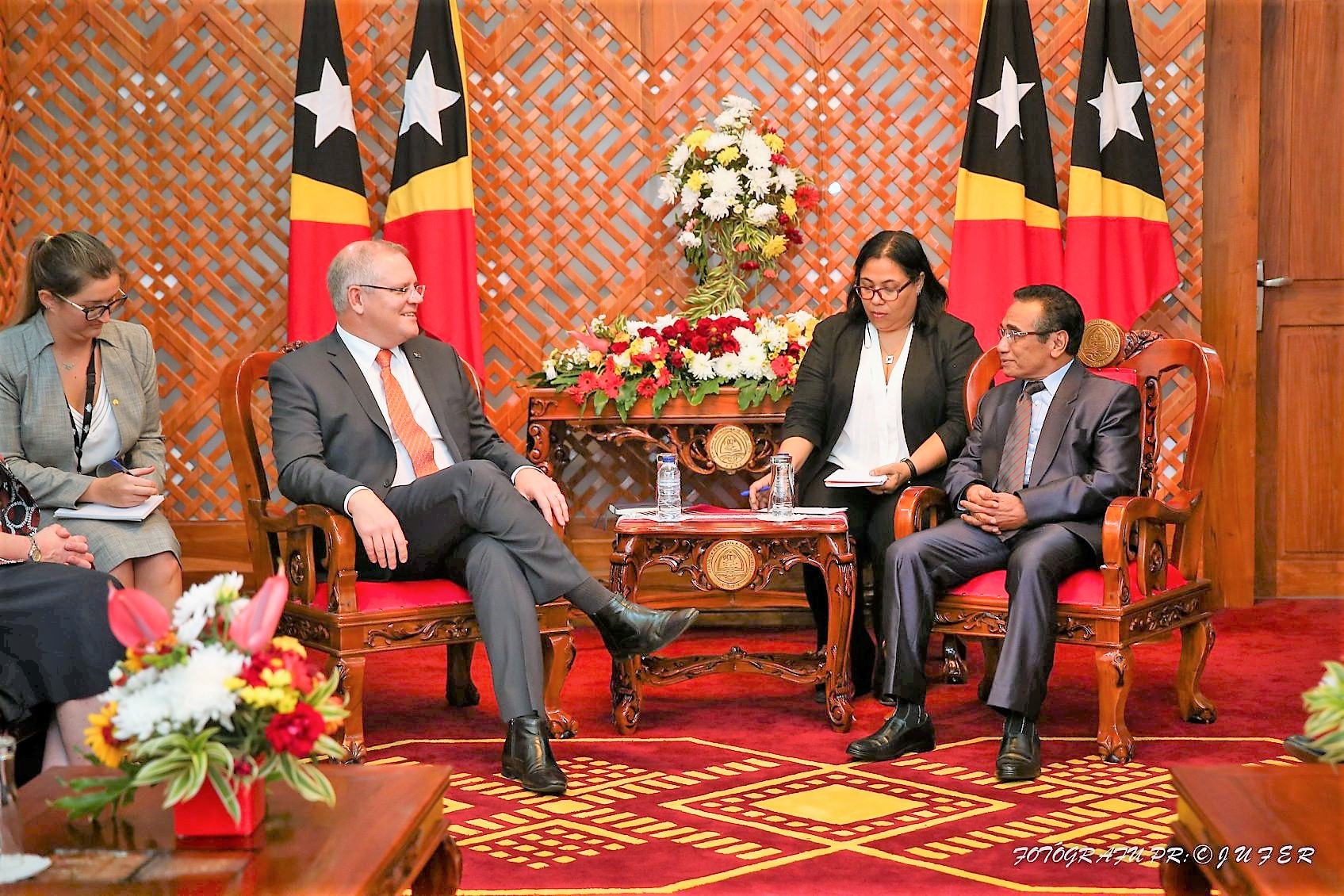
موریسون در حال دیدار از فرانسیسکو گوترش، رئیس جمهور تیمور شرقی

پس از پیروزی ائتلاف در انتخابات سال ۲۰۱۳ موریسون وزیر مهاجرت و حفاظت مرزی در دولت تونی ابوت شد. در این زمینه او مسئول اجرای مرزهای عملیات حاکم، یکی از سیاست‌های کلیدی ائتلاف بود. سیاست‌های مهاجرتی اسکات موریسون در این دوره کوتاه، باعث شناخته شدن او به عنوان یک چهره ضد مهاجرت شد. او طرحی به نام «عملیات مرزهای مستقل» را پیاده کرد که هدف از آن بازداشتن مهاجران از دستیابی به خاک استرالیا از راه دریا بود. بر پایه این طرح، نیروی دریایی سلطنتی استرالیا با بازرسی کشتی‌ها پناهندگان را به مبدأ سفرشان که عموماً اندونزی بود پس می‌فرستادند. با سخت‌تر شدن شرایط ورود پناهجویان به استرالیا آنان را مناطقی خارج از خاک این کشور همچون پاپوآ گینه نو، نائورو، و جزیره مأنوس می‌فرستادند.
سپس در دسامبر ۲۰۱۴ در یک مجلس کابینه‌ای به جای وزیر خدمات اجتماعی مشغول به کار شد. پس از آن در سپتامبر ۲۰۱۵ به پست خزانه‌دار ترفیع داده شد. در استرالیا این جایگاه به‌طور سنتی به عنوان سکوی پرتاب به سوی جایگاه نخست‌وزیری شناخته می‌شود.

## ویژگی‌ها
اسکات موریسون از نزدیکان مالکوم ترنبول، نخست‌وزیر پیشین استرالیا است.
اسکات موریسون بخش رادیکال حزب لیبرال را رهبری می‌کند و گرایش راست افراطی دارد.
اسکات موریسون یک مسیحی باورمند است. او با تأکید بر پایبندی خود به ایمان مذهبی مسیحی و خانواده، گفته که مخالف ازدواج همجنس‌گرایان در استرالیا است.

## نگارخانه

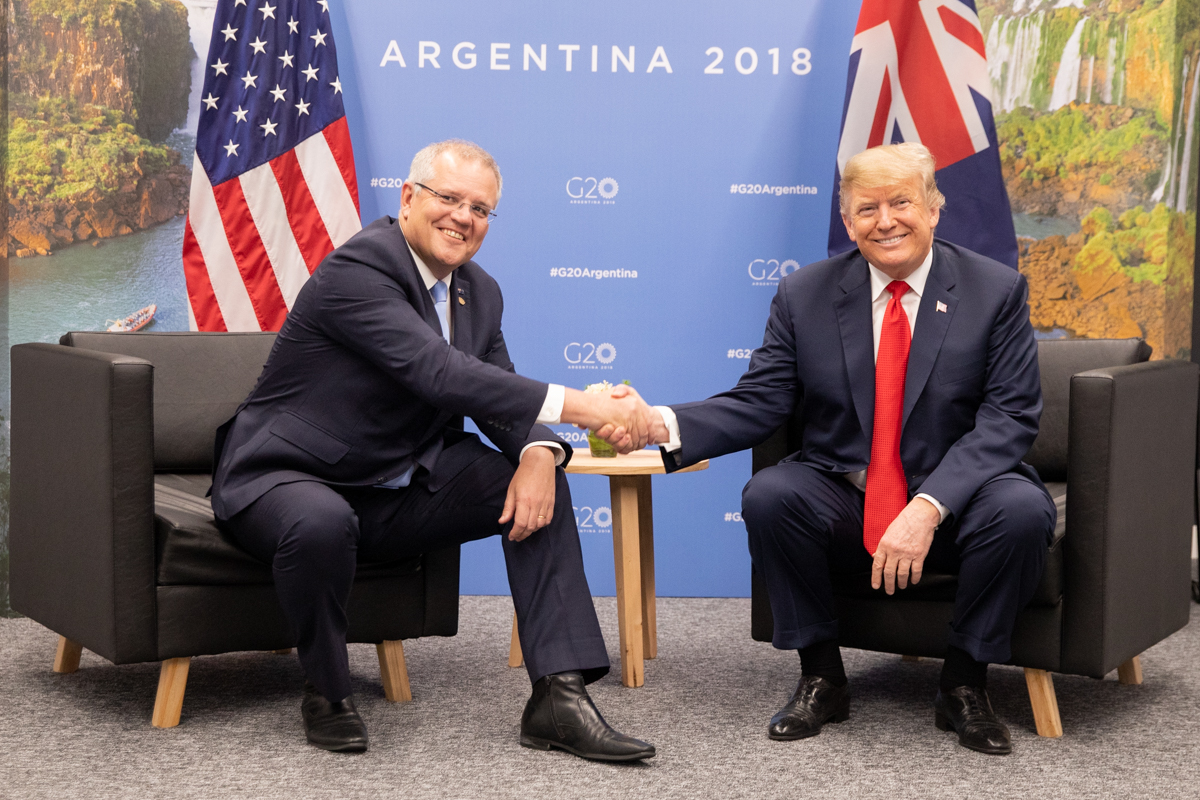
به همراه دونالد ترامپ رئیس‌جمهور ایالات متحده آمریکا در ۱۳امین نشست سران گروه ۲۰ (نوامبر ۲۰۱۸)
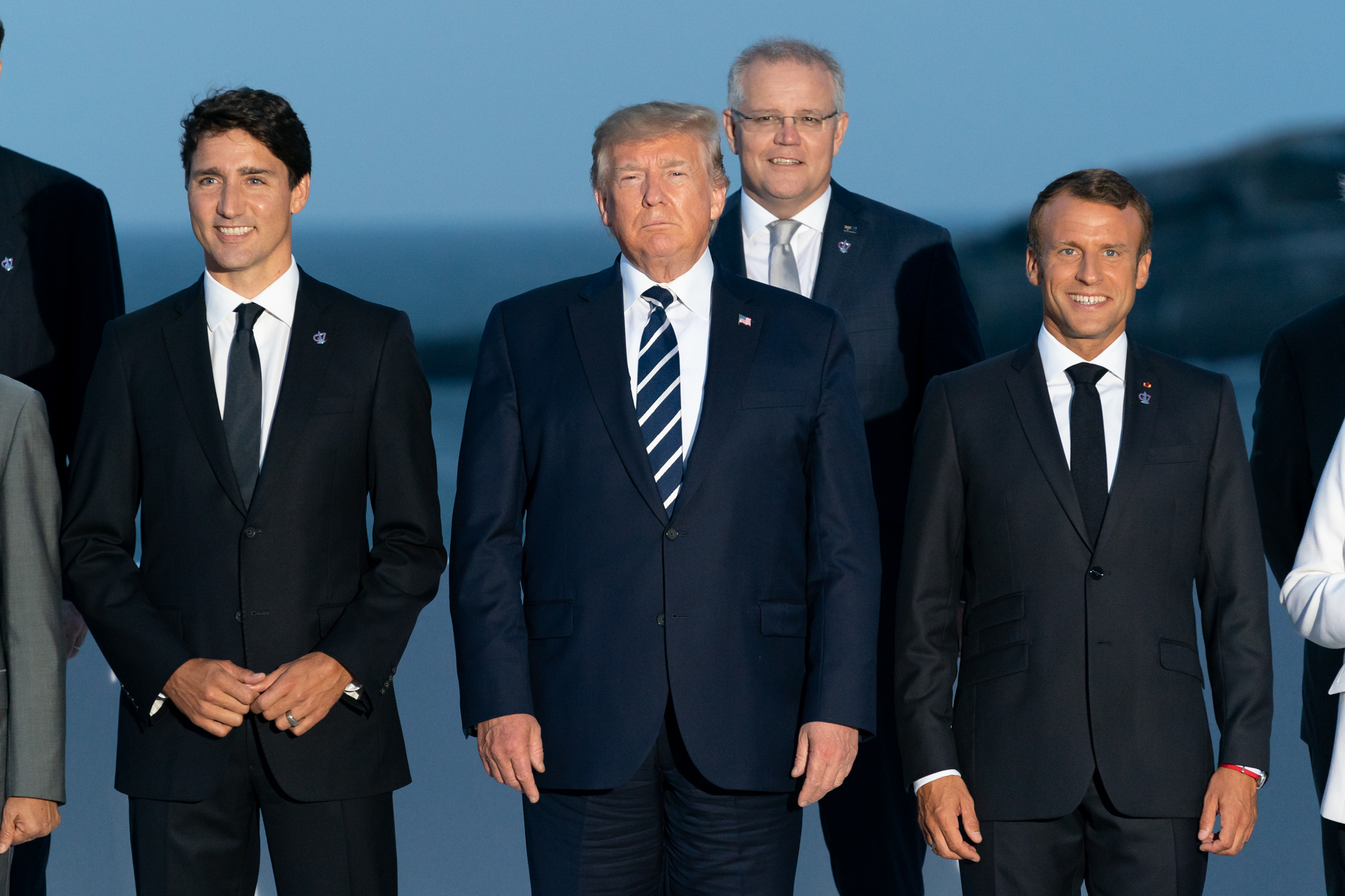
در ۴۵امین نشست سران گروه هفت در بیاریتز فرانسه (اوت ۲۰۱۹)
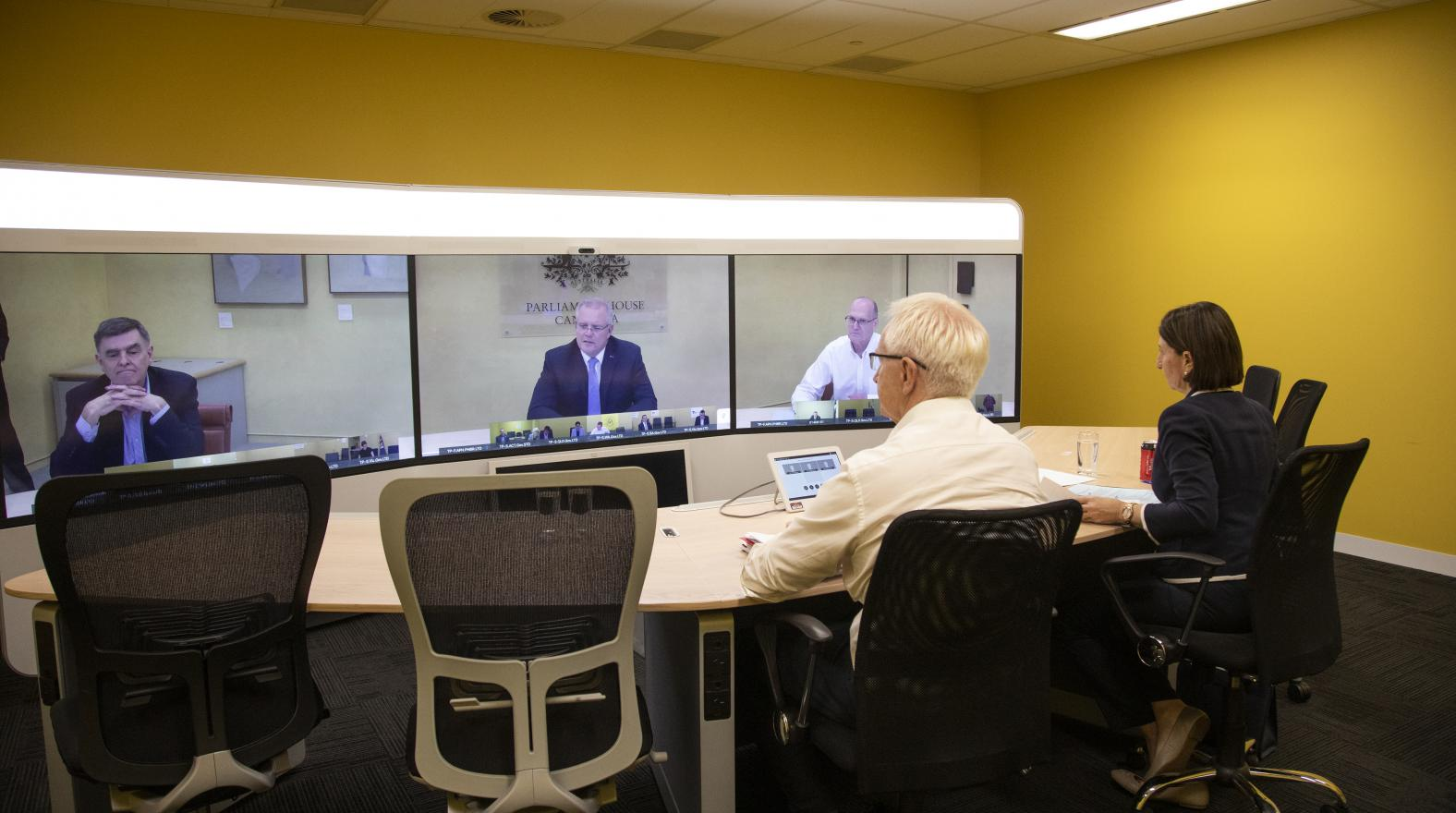
در نشست با هیئت دولت
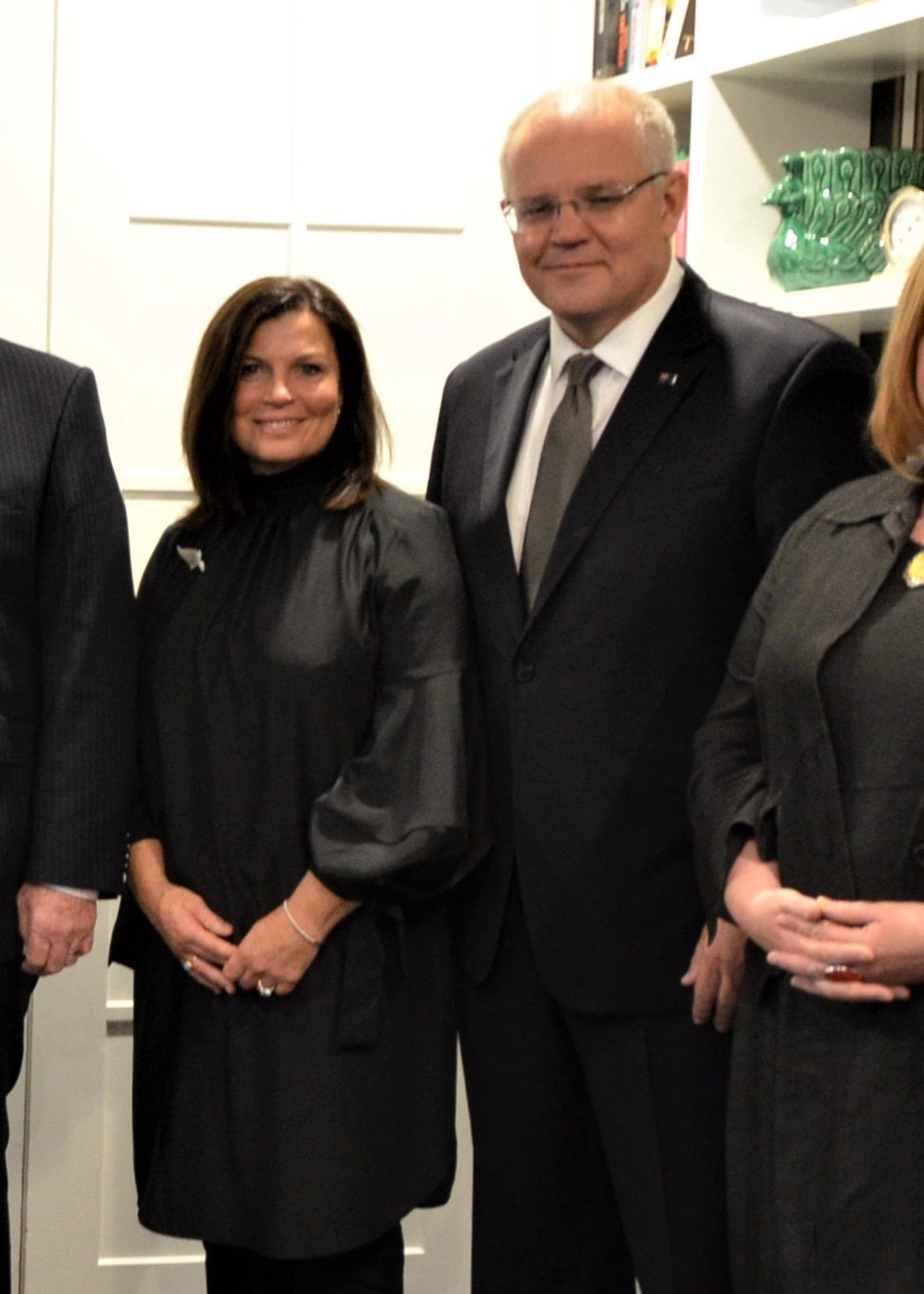
به همراه همسرش، جنی وارن